# Parte del héroe
La parte del héroe, tajada del héroe o mordisco del héroe fue una vieja costumbre que otorgaba el mejor trozo del asado al mejor guerrero que asiste a un banquete.

## La parte del héroe
Este corte de carne, especialmente en Irlanda, significaba el corte más grande, mejor y más gordo del cerdo asado. El derecho a la sangre también estaba relacionado con él. Restos de cerdos y gansos se encuentran regularmente en tumbas del período de La Tène, lo que los arqueólogos interpretan como partes del héroe incluidas en los ajuares funerarios. Este honor póstumo fue otorgado no solo a los hombres, sino también a las mujeres guerreras.

## Historia
Según Posidonio (Ateneo y Diodoro), la tajada heroica ya era una costumbre común entre los aqueos. Diodoro se refiere a la Ilíada de Homero, donde Áyax el Grande recibe este honor de los otros líderes griegos después de su victoriosa lucha contra Héctor.

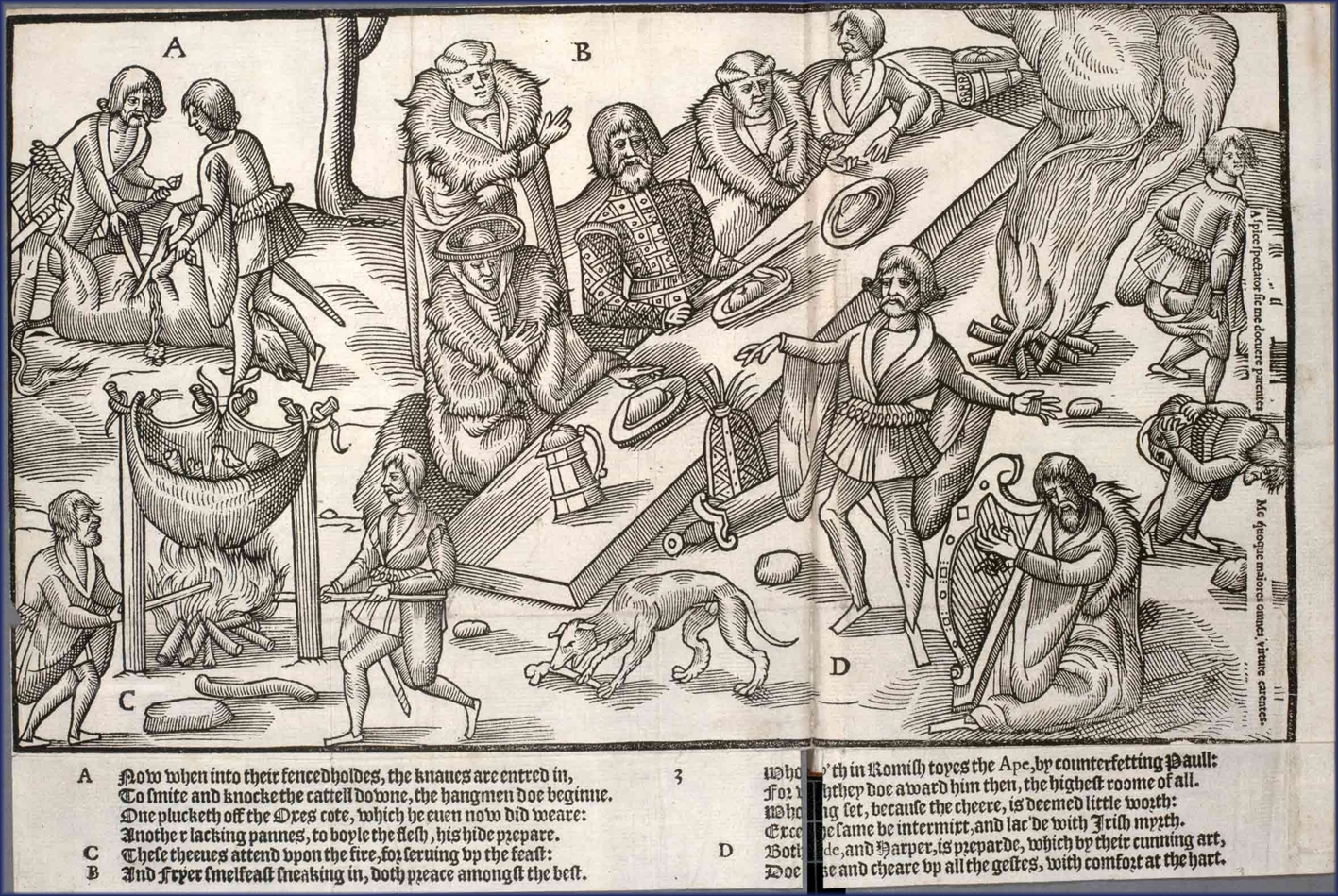
Fiesta irlandesa - xilografía de The image of Ireland, John Derrick, 1581.

La parte del héroe alcanzó una posición especial entre los celtas. El denominado curad-mír solo estaba disponible para los guerreros más valientes presentes, y en caso de duda, este honor a veces se peleaba hasta la muerte. En cada caso, lo precedía una feroz disputa sobre la distribución de la carne, llamada Balcbríathra Bodba (Palabras fuertes de Badb). En la saga Fled Bricrenn ('El festín de Bricriu') y en Cú Roí Cathair, los héroes del Úlster Cú Chulainn, Conall Cernach y Loegaire Buadach discuten y se superan en trucos de combate. Finalmente, Cú Chulainn gana el concurso y la tajada especial.
En otra saga, Scéla mucce Meic Dathó ('La historia del cerdo de Mac Dathó'), los guerreros de Connacht Cet mac Mágach y Conall Cernach discuten sobre la parte del héroe. Cet más débil finalmente cede, Conall se sienta junto al cerdo asado y toma el mejor bocado.

Empezó a cortar el cerdo. Luego se metió la punta del vientre en la boca hasta que lo masticó y chupó [la grasa], que habría sido suficientemente pesado como para que un hombre se lo acabara. Pero dejó las patas delanteras a la gente de Connacht, a quienes les pareció muy pequeña su parte […].